# Frazer (Montana)
Frazer – jednostka osadnicza w Stanach Zjednoczonych, w stanie Montana, w hrabstwie Valley.